# 南英
南英（1954年4月—），男，陕西汉中人，曾任中华人民共和国最高人民法院副院长。

## 生平
1977年，入学北京大学法律系政法专业。毕业后，担任中华人民共和国最高人民法院刑一庭书记员、助理审判员、审判员、副庭长、刑二庭庭长。2002年，担任刑一庭庭长。2004年，出任黑龙江省高级人民法院副院长。2005年，升任黑龙江省高级人民法院院长。2009年，当选最高人民法院副院长。2017年，被免去最高人民法院副院长职务。